# Пятиугольник
Пятиугольник — многоугольник с пятью углами. Также пятиугольником называют всякий предмет такой формы.

## Площадь пятиугольника безсамопересечений
Площадь пятиугольника без самопересечений, заданного координатами вершин, определяется по общей для многоугольников формуле.

## Выпуклыйпятиугольник
Выпуклым пятиугольником называется пятиугольник, такой, что все его точки лежат по одну сторону от любой прямой, проходящей через две его соседние вершины.
Сумма внутренних углов выпуклого пятиугольника равна 540°.
{\displaystyle \sum _{i=1}^{5}\alpha _{i}=(5-2)\cdot 180^{\circ }=3\cdot 180^{\circ }=540^{\circ }}
Любые 9 точек  в общем положении содержат вершины выпуклого пятиугольника, и существует множество из 8 точек в общем положении, в котором нет выпуклого пятиугольника.
Доказано также, что любые 10 точек на плоскости в общем положении содержат выпуклый пустой пятиугольник, и существует множество из 9 точек в общем положении, в котором нет выпуклого пустого пятиугольника. 

## Правильный пятиугольник
Пентагоном или правильным пятиугольником называется пятиугольник, у которого все стороны и углы равны.
Если провести в пентагоне диагонали, то он разобьётся на:
- меньший пентагон (образуеся точками пересечения диагоналей) — в центре
- Вокруг меньшего пентагона — пять равнобедренных треугольников двух видов (с отношением бедра к основанию, равным золотой пропорции):
  - 1) имеют острые углы в 36° при вершине и острые углы в 72° при основании
  - 2) имеют тупой угол в 108° при вершине и острые углы в 36° при основании

При соединении двух первых и двух вторых треугольников их основаниями получатся два «золотых» ромба (первый имеет острый угол в 36° и тупой угол в 144°). Роджер Пенроуз использовал «золотые» ромбы для конструирования «золотого» паркета (мозаики Пенроуза).

## Звездчатые пятиугольники
Многоугольник, у которого все стороны и углы равны, а вершины совпадают с вершинами правильного многоугольника называется звёздчатым. Помимо правильного существует ещё один звёздчатый пятиугольник — пентаграмма.
Пентаграмма, как полагал Пифагор, представляет собой математическое совершенство, поскольку демонстрирует золотое сечение (φ = (1+√5)/2 = 1,618…). Если разделить длину любого цветного отрезка на длину самого длинного из оставшихся меньших отрезков, то будет получено золотое сечение φ.
{\displaystyle \varphi ={\frac {\mathrm {\color {red}red} }{\mathrm {\color {Blue}blue} }}={\frac {\mathrm {\color {Blue}blue} }{\mathrm {\color {Green}green} }}={\frac {\mathrm {\color {Green}green} }{\mathrm {\color {Magenta}magenta} }}}